# Ранчиће
Ранчиће је насеље у општини Зубин Поток на Косову и Метохији. Атар насеља се налази на територији катастарске општине Зечевиће. Историјски и географски припада Ибарском Колашину. Насеље је на јужним обронцима Рогозне. Положај овог села је на површи између горњег тока Браусовачке и Лучке реке, испод купастог брда Чукара. Иако је село доста изоловано, ово место је било стално насељено. У Великој и Малој Ливади се виде остаци кућа. Поред тога, у месту Граовиште се налазе остаци рударске делатности: шљака, олово, руде, глеђ, делови керамике и костију. Све је ово разумљиво јер је у области планине Рогозне у средњем веку било развијено рударство. Назив насеља потиче од неког старијег рода које га је насељавало.

## Демографија
Насеље има српску етничку већину.
Број становника на пописима:
- попис становништва 1948. године: 38
- попис становништва 1953. године: 47
- попис становништва 1961. године: 32
- попис становништва 1971. године: 23
- попис становништва 1981. године: 23
- попис становништва 1991. године: 18